# Le Bolchevik
Cet article possède un paronyme, voir Bolchevik (homonymie).
Le Bolchevik (en russe : Большевик) est un tableau de l'époque soviétique du peintre Boris Koustodiev, réalisé en 1920.
Il représente une figure de personnage dénommé bolchévik qui est gigantesque, tient dans ses mains un drapeau rouge flottant derrière lui, et marche sur une foule encombrant les rues, entre les maisons, les églises, les palais en traçant son chemin vers le « brillant avenir ». Cette œuvre est réalisée par Koustodiev comme une espèce de tentative de compréhension des causes et des conséquences de la révolution d'Octobre de 1917, à la suite de l'arrivée au pouvoir des Bolcheviks. Il veut exprimer un « sentiment spontané » à l'égard du bolchévisme, par un travail allégorique, inhabituel chez l'artiste qui considère le bolchévisme comme le nouveau dieu du paradis communiste. Le peintre craint d'envoyer ce tableau à une exposition, pensant qu'il serait considéré comme une provocation à l'égard du pouvoir soviétique. Mais ses craintes sont apaisées quand son tableau est considéré par la critique comme un classique de l'art soviétique des premières années post-révolutionnaires réalisé dans le genre naïf-symboliste. Actuellement le tableau est exposé à la galerie Tretiakov à Moscou. Koustodiev se tourne avec ce tableau vers l'idéal révolutionnaire bolchévique, alors que beaucoup de ses œuvres précédentes avaient comme sujet le monde des riches marchands qu'il idéalisait à souhait.

## Contexte

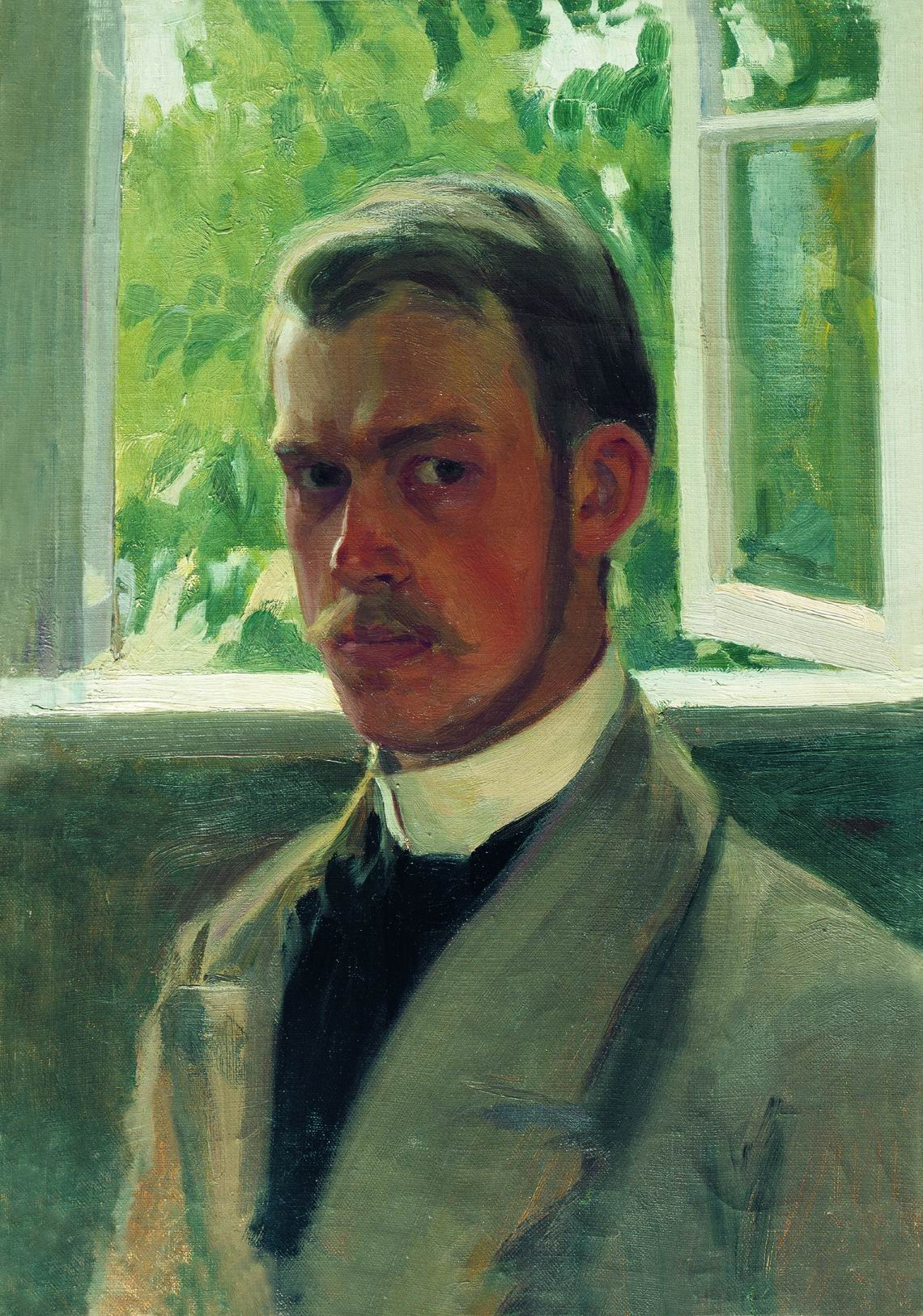
Autoportrait à la fenêtre de Koustodiev

Après avoir été un peintre original des mœurs du monde des riches marchands, après avoir idéalisé ceux-ci, Koustodiev se tourne plus tard vers les thèmes révolutionnaires. Durant les quinze dernières années de sa vie il est paralysé partiellement à cause d'une tumeur de la moelle épinière qui l'a handicapé à partir de 1915, à l'âge de 34 ans ,,. Pratiquement confiné à son seul appartement sur sa chaise roulante, Koustodiev n'a pu voir les évènements de la Révolution de Février 1917 que depuis sa fenêtre . Dans une lettre adressée à Vassili Loujski datée du 6 mars 1917, encore sous le coup de l'émotion de ce qu'il a vu par ses fenêtres, il le congratule :
« ... D'une certaine façon tout cela va peut-être mener au bord de la guerre. Mais il faut espérer que tout ira bien malgré tout. Tout cela nous a montré que notre peuple a encore beaucoup de forces et qu'il est capable de beaucoup de choses si seulement on le pousse à bout  […] Ici tout est encore bouillant, les rues sont noires de monde bien que l'ordre règne. Jamais je ne me suis plaint autant de mon état qui ne me permet pas de sortir dans la rue, alors que l'on a dû attendre des siècles pour voir cela! »

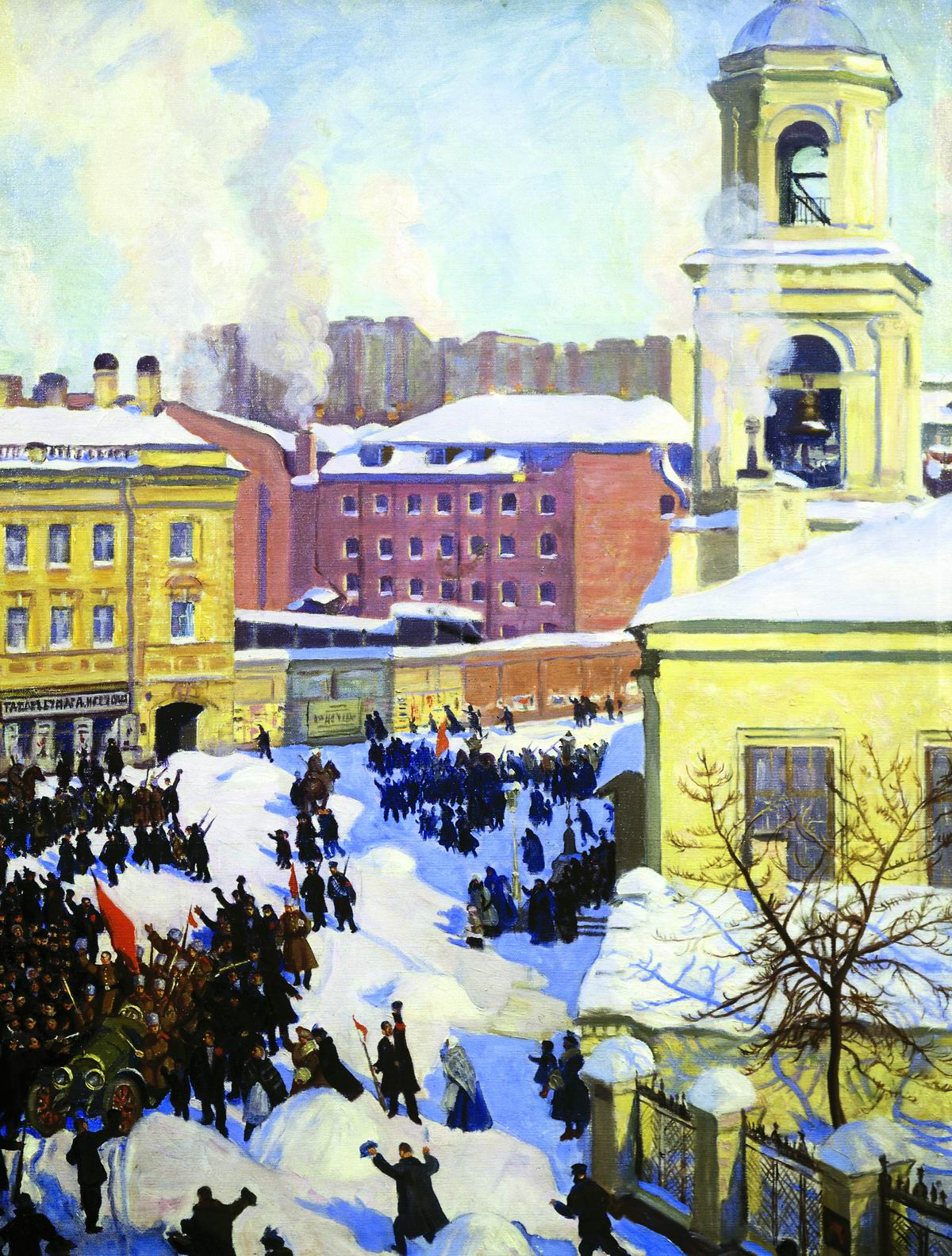
27 février 1917

C'est d'après ses souvenirs récents de l'année 1917 que Koustodiev a peint son étude 27 février 1917 , (90 × 72 centimètres]; toile, huile; galerie Tretiakov). La fille du peintre, Irina, raconte :
« Je me souviens d'une journée froide, la fumée des cheminées montait droit au ciel. De la grande fenêtre de l'atelier qui donne sur la rue Vvedenskaïa on pouvait voir la rue enneigée. Les tas de neige avaient des reflets bleu foncé. Le soleil d'hiver éclairait la foule porteuse de drapeaux rouges. Juste devant chez nous s'est arrêté un camion  de soldats.   Beaucoup portaient des drapeaux rouges à leur fusil. Père m'a demandé de pousser jusqu'à la fenêtre sa chaise d'invalide à laquelle il était déjà "enchaîné" depuis plus d'un an. […] Je lui avance la chaise. L'atelier était silencieux, dehors la rue était fort animée. Quelqu'un cria. La foule était grouillante. Mais les cris ne s'entendaient pas dans le studio. Père a peint durant trois heures jusqu'à ce que le soleil disparaisse. Quand je vis ses yeux ils étaient humides, en larmes. Pensant à ses douleurs je lui apporte ses médicaments. Irotchka tu ne comprends pas le genre de bonheur que nous ressentons à la vue du  drapeau rouge de la liberté! »
Et, en effet, cette journée a été l'apothéose de la révolution de février 1917 permettant, après l'abdication du Tsar, la constitution du Gouvernement provisoire,. Selon l'avis des critiques sur le tableau, le débordement de foule, les soldats en liesse avec leurs drapeaux rouges, le tout éclairé par des couleurs vives témoigne bien de l'accueil sincère et favorable de la révolution par Koustodiev ,.
Malgré l'abdication de Nicolas II et la disparition de l'autocratie, les changements dans les rangs de la police, dans la gendarmerie, parmi les gouverneurs, la réforme agraire qui est reportée, la démocratisation de l'armée ont provoqué la poursuite des opérations guerrières tant et si bien que la révolution de février déboucha sur la Première Guerre mondiale . Les changements positifs que Koustodiev attendait dans la vie du pays n'ont pas encore débuté et la guerre comme la terreur ne sont pas terminées. Elles sont porteuses de pauvreté, de faim et de fracture sociale. Le nouveau Gouvernement provisoire, bénéficie toujours du soutien de la vieille bureaucratie, mais n'a pas de pouvoir réel. Le Soviet des députés ouvriers et des délégués des soldats de Petrograd est soutenu par les soldats, mais n'a pas d'autorité légale. Le problème du double pouvoir (Soviet et Gouvernement) est finalement résolu par la révolution d'Octobre 1917 et l'arrivée au pouvoir des Bolcheviks. La guerre civile devient une lourde épreuve pour Koustodiev : beaucoup de ses amis fuient à l'étranger, il est difficile pour sa famille de joindre les deux bouts. Malgré les nécessités de l'époque et les conséquences désagréables dans sa vie, Koustodiev, comme la plus grande partie des artistes russes, se tient du côté de la révolution et ne tient pas compte des évènements négatifs pour son pays,,. Il prend conscience de la gravité de sa maladie et répète souvent à ses enfants Irina et Cyrille : « Soyez heureux, survivez et vous verrez toute la beauté de la vie qui se poursuivra ». Depuis les premières années post révolutionnaires Koustodiev crée des nouvelles toiles pour le nouveau pouvoir soviétique. Il participe aussi à la décoration de la ville de Petrograd lors du premier anniversaire de la révolution d'Octobre, illustre des livres sur Lénine, peint quatre portraits de lui, prend part à la conception de la casquette des révolutionnaire la Boudionovka, crée des panneaux de louboks, des peintures murales glorifiant la révolution et représente la Russie révolutionnaire dans les couleurs de l'arc-en-ciel ,,,,. Il devient ainsi un des premiers peintres reconnus du nouveau mouvement artistique, le réalisme socialiste.

## Création
Trois ans après la révolution d'Octobre 1917, Koustodiev tente de synthétiser les évènements qui se sont passés. Son tableau Le Bolchevik, réalisé en 1920, est le fruit de sa pensée sur le sujet,,,,. L'artiste comprend cette révolution comme une rébellion du peuple, spontanée et gigantesque dans son ampleur.

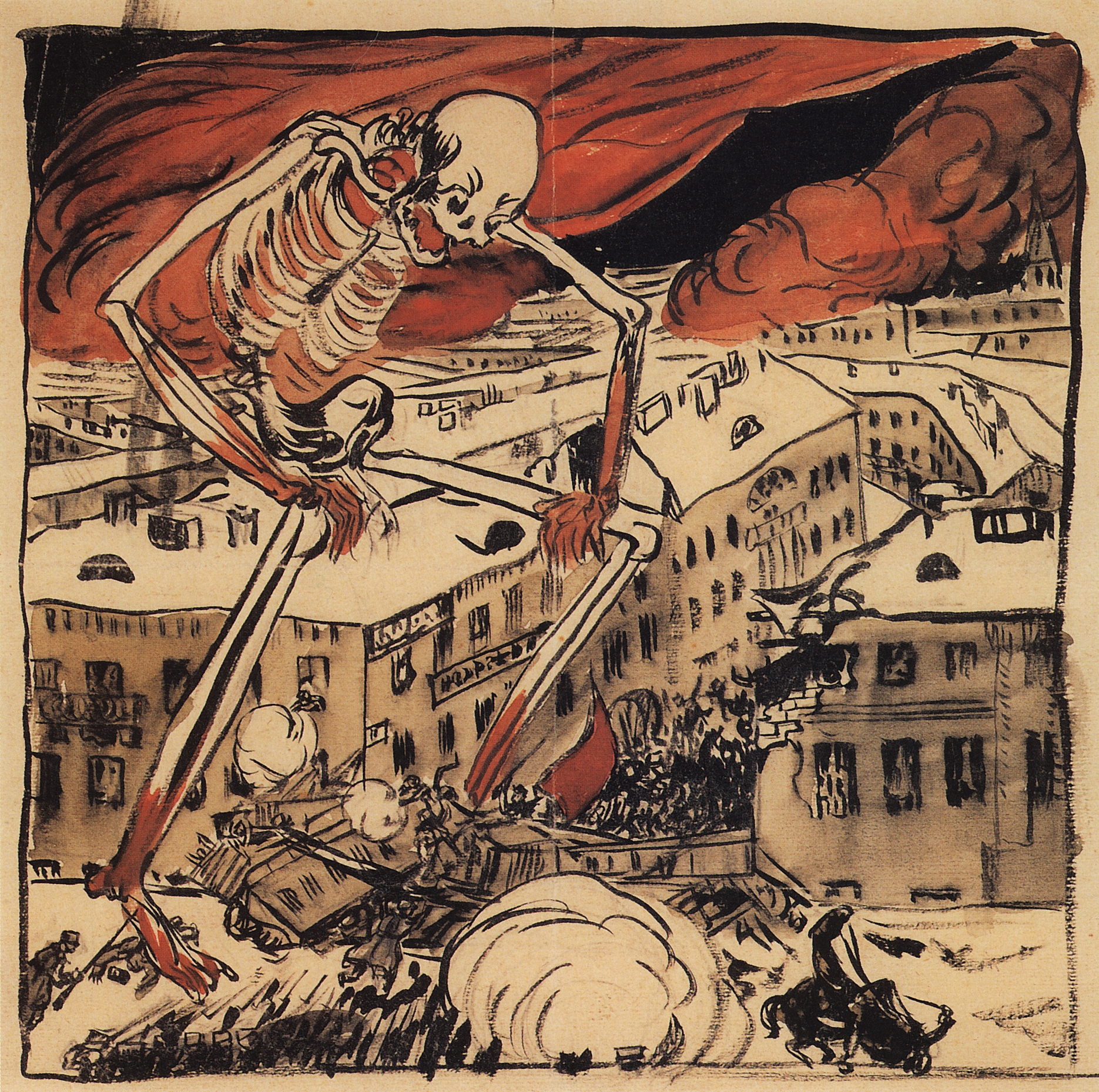
Avènement 1905. Moscou (première variante)

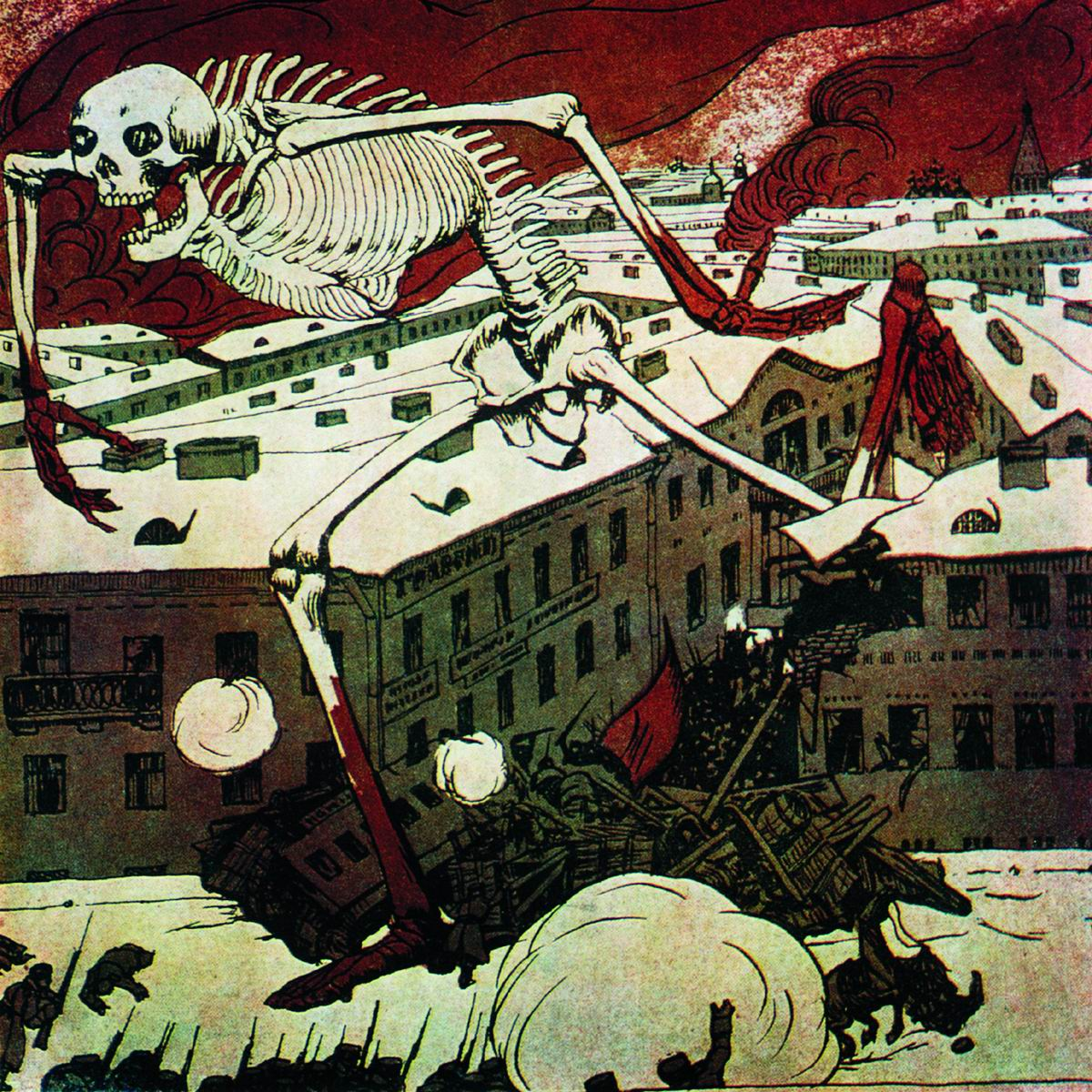
Avènement 1905. Moscou (deuxième variante)

Le sujet du Bolchévik est une répétition en son genre d'autres œuvres de Koustodiev, consistants en caricatures antimonarchiques intitulées Avènement(1905. Moscou) , réalisées en deux variantes pour la revue Joupel (26 × 26 cm; sur papier, à l'encre, aquarelle; Galerie Tretiakov). Sous forme d'allégorie, il représente la version sanglante des évènements, dans la rue Presnaïa, lors de l'insurrection de Moscou de décembre 1905 : les soldats tirent sur les manifestants portant des drapeaux rouges, détruisent les maisons, allument des feux, tuent les gens, et l'image de la mort domine le spectacle sous forme d'un énorme squelette sanglant qui se lève au-dessus des maisons et fait irruption dans les rues de la ville avec un hurlement sauvage,,,,,. Pour son tableau
Le Bolchevik, commencé en 1919,  il utilise les caricatures et l'on retrouve sa conception et sa composition des entrelacs des rues .

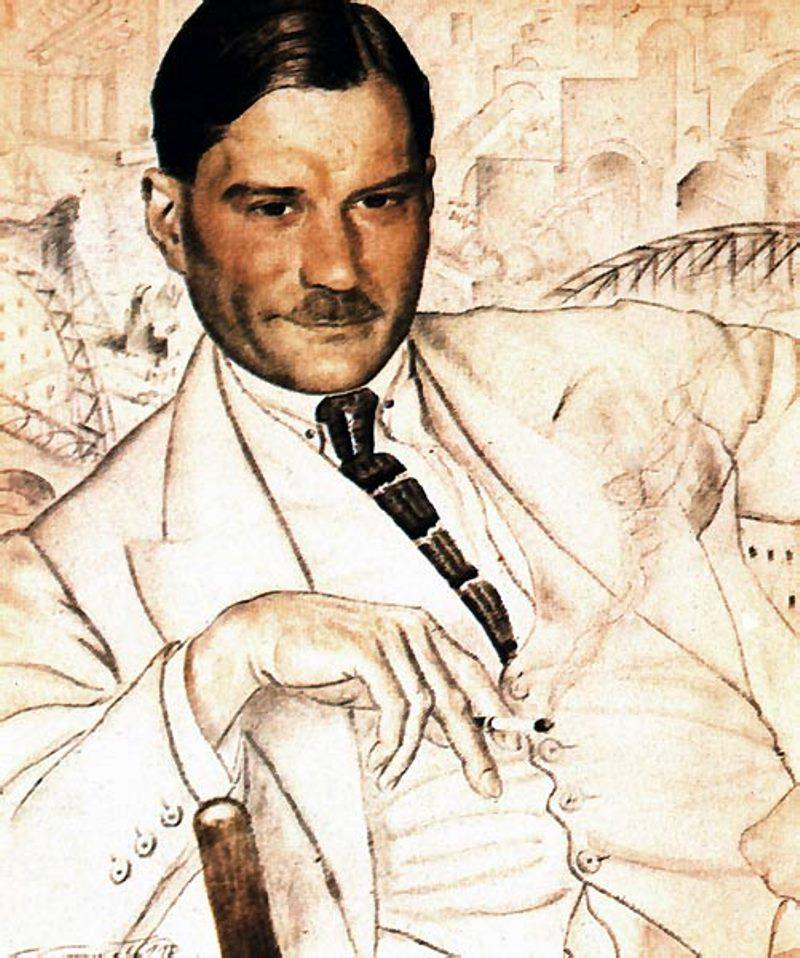
Portrait d'Ievgueni Zamiatine par Koustodiev

L'ami du peintre, l'écrivain Ievgueni Zamiatine est venu poser dans l'atelier du peintre pour qu'il réalise son portrait qui est daté de 1923. Au début, l'écrivain était amoureux de la révolution comme d'une femme libre, aimée passionnément. Mais après la victoire des bolcheviks, il commence à retrouver la censure des publications, les arrestations par la police des dissidents et l'esprit familier de la police secrète. À deux reprises, en 1919 et en 1922, Zamiatine est arrêté pour activité antisoviétique et risque l'exclusion d'Union soviétique lors de l'opération appelée bateaux des philosophes organisée contre les intellectuels en 1922 et pour la publication de son roman Nous autres qui est interdit en 1923.

## Composition
Les mesures du tableau sont de 101 × 141 cm. C'est une peinture à l'huile, sur toile. Il est signé en bas à gauche : Boris Koustodiev ,.

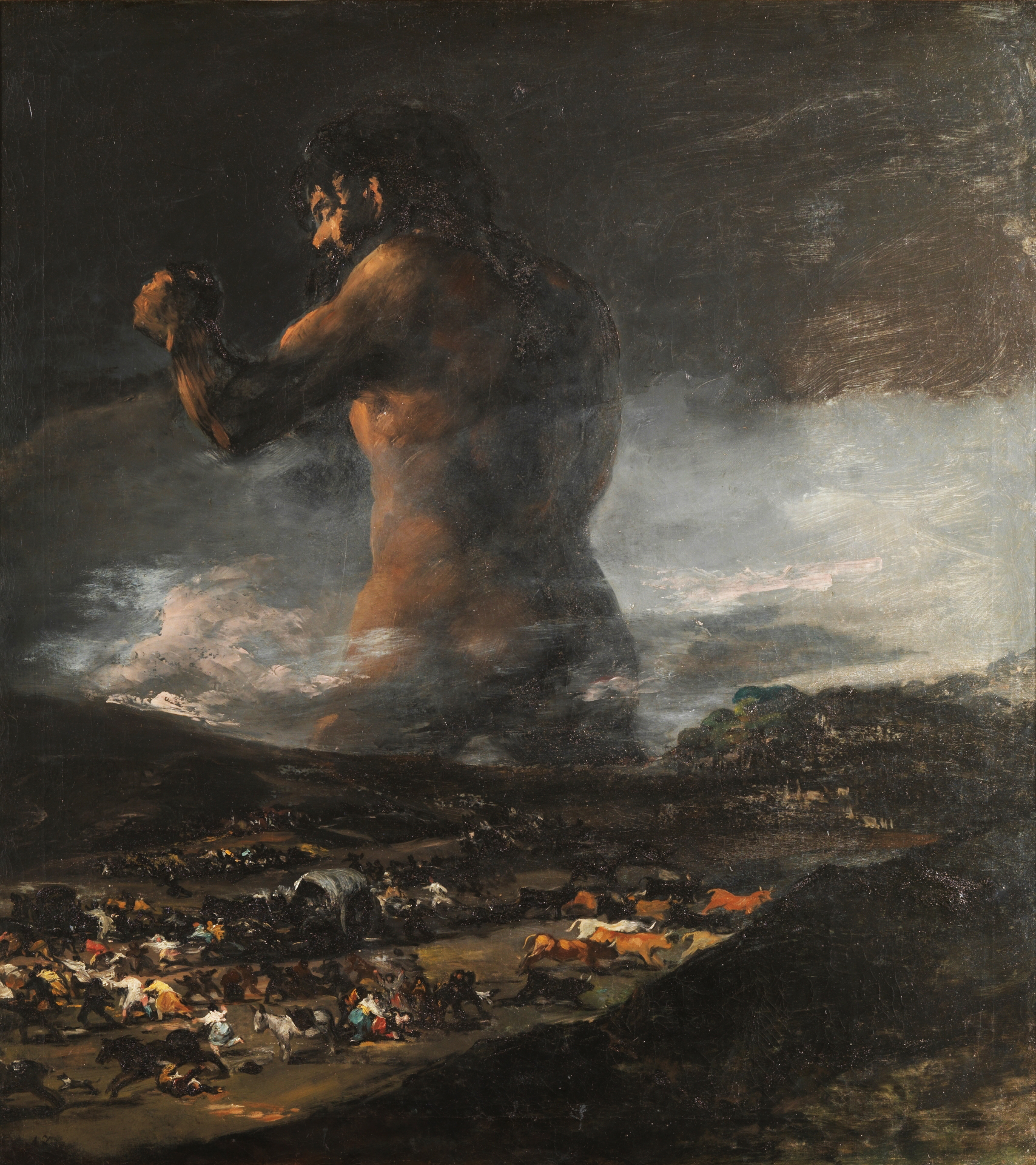
«Colosse», par Francisco de Goya, réalisé en 1808, présente une certaine similitude d'idée avec son géant sortant de la mer et la foule qui fuit.

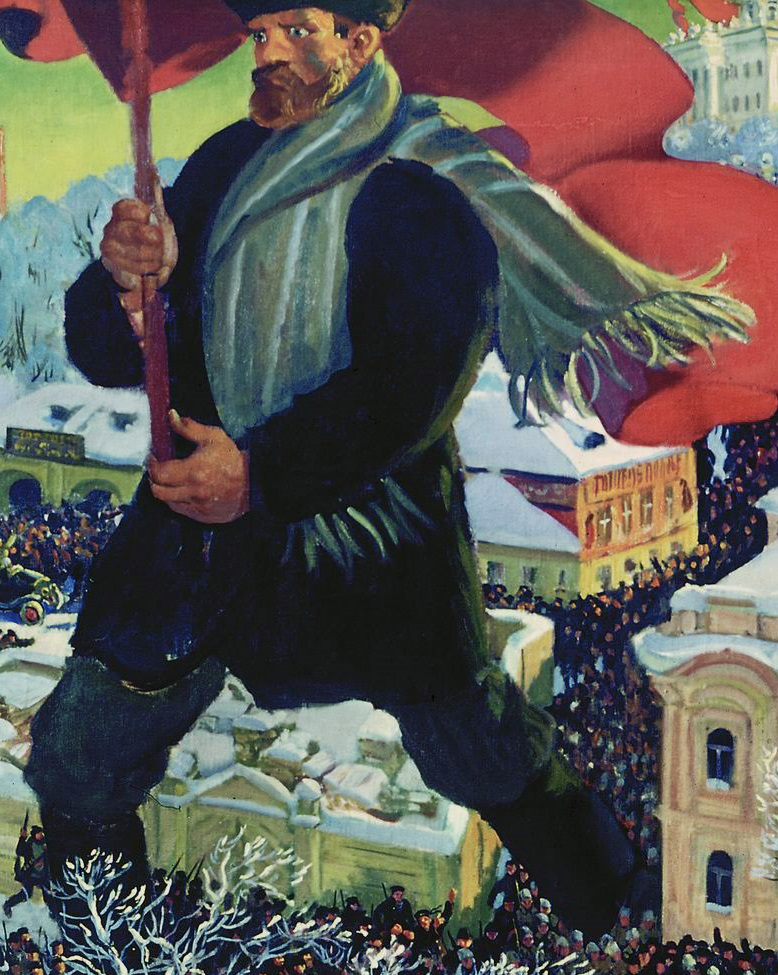
fragment du tableau Le Bolchevik

Il représente la figure symbolique et grotesque d'un énorme individu qui est debout avec un drapeau rouge en main, qui flotte loin derrière lui au-dessus de la ville et du peuple,,. L'image ne diffère pas des caractéristiques de la vie quotidienne. Elle est simple et naïve : le personnage a le visage du russe barbu, des vêtements sans apprêts, une veste d'hiver, des bottes, un chapeau avec cache-oreilles, son écharpe grise vole au vent,,,,,,,. Indomptable, énergique, volontaire et courageux, c'est un Bolchevik entièrement disproportionné, tel un Ilya Mouromets marchant entre les palais, les maisons, les coupoles des églises,,,,,. On peut voir dans ce bogatyr une personnification de la révolution d'octobre tel que le héros Ivan du poème de Vladimir Maïakovski 150 000 000 : « Ivan c'est la Russie, et son bras c'est la Neva, et ses talons ce sont les steppes de la Caspienne… ». Le bolchevik marche à travers la foule des hommes-fourmis comme Gulliver au milieu des lilliputiens. ,,,. Les manifestants en armes ont des allures tout à fait ordinaires. Les soldats sont en gris, les marins portent des bérets, quelques-uns sont à cheval, l'un des manifestants conduit une automobile et est entouré par la foule. La foule se déplace dans Moscou vers le Kremlin, à travers les pâtés de maisons, parmi lesquelles on reconnaît le musée Roumiantsev (devenu plus tard la Bibliothèque d'État de Russie),,,. Le bolchevik est présenté comme s'il se développait à partir d'un corps humain collectif composé par la foule et ses innombrables visages, une masse sombre de millions de gens qui remplissent les rues et les ruelles en courant comme coule un ruisseau derrière un chef qui leur montre la voie lumineuse de l'avenir,,,,,.

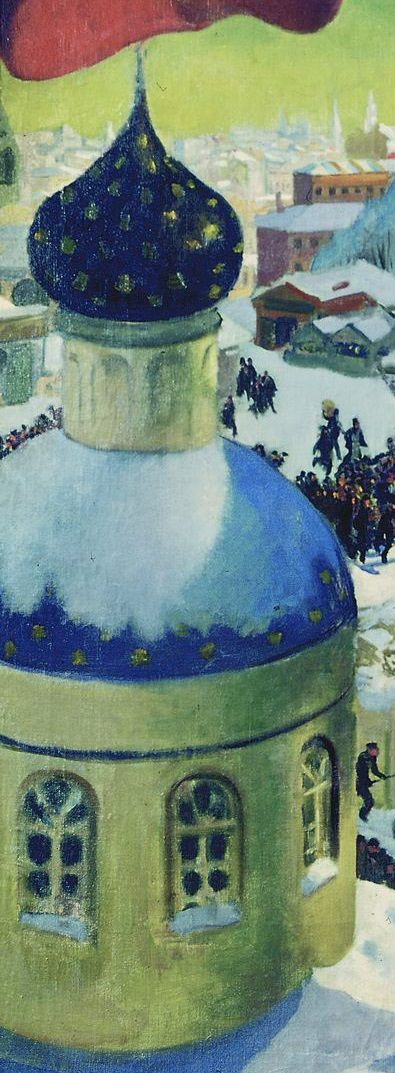
Certains critiques voient dans l'église située à l'avant-plan sur la route du bolchevik le dernier symbole autocratique de la fidèle gardienne de l'ordre ancien, vers lequel le géant se dirige

## Perception et influence
Le Bolchevik est l'un des premiers tableaux parmi les plus connus de la production de ces années qui ont suivi la révolution et qui utilisent encore les allégories de l'Art soviétique classique,,,,,. Selon l'opinion de Zilberstein, « ce tableau occupe une place exceptionnelle dans l'œuvre de Koustodiev », et s'en distingue par « la véracité d'une idée claire et d'une émotion forte que fait ressentir le peintre ». Comme l'écrit Anatoli Dmitrenko, « malgré une certaine naïveté et certaines solutions artificielles », le tableau est émouvant « par son audace, par sa construction composite, par sa sincérité, par le souhait de l'artiste de répondre à un évènement précis du moment ». Mais en même temps, certains critiques soviétiques dans leur évaluation du Bolchevik ne manquent pas de souligner le caractère séditieux de l'artiste qui reprend une nouvelle mouture de ses dessins satiriques de l'année 1905. Ce qui montre bien, à leur avis, que « Koustodiev était incapable de comprendre le caractère prolétarien de la révolution d'Octobre » . Ils notent en même temps que « les thèmes révolutionnaires sont traités avec des symboles décoratifs et stylistiques qui rendent compte du fait que son travail, à cette époque, est de type petit-bourgeois ». Cela se traduit dans Le Bolchevik par une « compréhension erronée de la révolution russe comme une manifestation de forces populaires et spontanées ». Mais il faut remarquer, qu'en réalité, la plupart des tableaux de Koustodiev qui sont réalisés dans les premières années après la révolution sont remplis d'images romantiques et pathétiques afin de transmettre le sentiment du changement grandiose vécu par un pays dont l'atmosphère est remplie de joie et d'excitation,,. L'approche de Koustodiev, dont l'œuvre est entré dans une phase d'Art naïf-symboliste, pour apprécier la révolution est proche de la méthode de Constantin Youon, qui représente dans son tableau Nouvelle planète (année 1921; 71 × 100,8 cm; carton, tempera; galerie Tretiakov) par l'analogie qu'il présente avec ce monde du cosmos détruit dans l'ordre ancien et qui renaît comme le nouveau gouvernement soviétique,,,,. Ce qui apparaît dans Le Bolchevik, selon Rafail Kaufman, c'est la conviction et cela malgré le caractère abstrait et allégorique. C'est cette conviction et la joie qui en résulte que Koustodiev utilise dans son tableau de la fête en l'honneur du deuxième congrès du Komintern du 19 juillet 1920. Il s'agit d'une manifestation sur la place du Palais (1921 ; 133 × 268 cm; toile et huile); Musée Russe et dans sa Nuit de fête sur la Néva' (1923); (107 × 216 cm huile, toile ; Musée russe),,,.
|                                                     |                          |
| Fête en l'honneur du deuxième congrès du Komintern… | Nuit de fête sur la Neva |

## Destinée
Koustodiev n'a pas présenté son tableau à des expositions immédiatement après sa réalisation, craignant qu'il ne soit regardé comme une provocation idéologique contre le nouveau pouvoir en place. La première exposition où il apparaît avec sa toile est celle de 1923, la quatrième de l'Association des artistes de la Russie révolutionnaire,,. La même année, Koustodiev propose son Bolchevik à une exposition de peinture et de sculpture intitulée Armée rouge 1918-1923 pour fêter le cinquième anniversaire de la création de cette armée. Il signale qu'il est prêt à vendre la toile au musée central des forces armées, et cette proposition est acceptée avec enthousiasme, ce que le peintre n'attendait pas du tout. La direction du musée voyait en effet dans ce tableau un sens différent de celui envisagé par Koustodiev. Les revues Krasnaïa nov et Vsemirnaïa Illioustratsia, publient une reproduction dans leurs pages et l'éditeur de la dernière édition Nikolaï Chebouiev écrit que le Bolchevik est « le plus puissant, lumineux, talentueux, idéologique » de toute l'exposition et que le sujet est : « Un travailleur colossal au visage hâlé et aux mains calleuses qui marche sur des cadavres étendus par terre, dans un monde auquel il faut mettre fin»,. En 1924, Koustodiev envoie le tableau à une exposition à Venise où il est intitulé autrement sous le nom : Le Triomphateur ,,. Après la mort du peintre en 1927, à l'âge de 49 ans, ,, Le Bolchevik est encore exposé par le musée Russe et la Galerie Tretiakov lors d'expositions. En 1954 la tableau est transféré du musée central des forces armées à la galerie Tretiakov à Moscou,, où il se trouve encore aujourd'hui. En 2017, Le Bolchevik est exposé à la Royal Academy à Londres lors d'une exposition consacrée à l'art né de la révolution d'Octobre . Le tableau est peu connu au Royaume-Uni, et c'est pourquoi il a servi d'affiche pour l'exposition.

## Reflet dans la culture

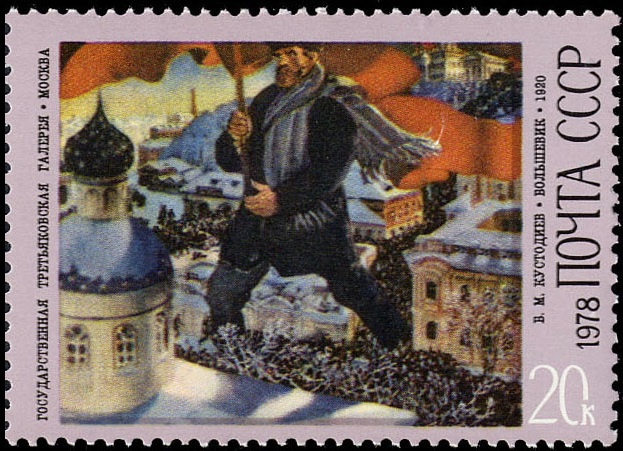
Timbre poste Le Bolchekiv.

Pour le cinquantième anniversaire de la révolution d'Octobre la reproduction du tableau de Koustodiev a été utilisée comme première page du premier numéro de l'année de la revue «Ogoniok» en 1967 .
En 1978 pour le centième anniversaire de la naissance du peintre Koustodiev (1878—1927), une série de cinq timbres a été tirée avec l'image du Bolchévik,.